# Das Traumschiff: Sydney
Das Traumschiff: Sydney ist ein deutscher Spielfilm von Christine Kabisch aus dem Jahr 1996. Es ist die 27. Folge der Fernsehreihe Das Traumschiff.

## Handlung
Die Berlin fährt nach Sydney. An Bord gehen verschiedene Gäste:
Andreas Sessler ist der neue Masseur an Bord. Nach einem Unfall ist er seit fünf Jahren erblindet. Unfallverursacherin war Lisa, die Freundin seines besten Freundes Christian. Christian kümmerte sich nach dem Unfall eine Zeitlang um Andreas, verschwand dann jedoch spurlos. Nun ist er mit Lisa ebenfalls an Bord der Berlin, wird er die Fahrt doch als Bordfotograf begleiten. Zufällig trifft er mit Andreas zusammen, der glücklich ist, ihn wiedergetroffen zu haben. Christian plagen Schuldgefühle, von denen Andreas nichts wissen will, war Lisa doch diejenige, die einst am Steuer des Wagens saß, von dem Andreas erfasst wurde. Christian bringt es nicht fertig, Andreas zu gestehen, dass er immer noch mit Lisa zusammen ist. In Sydney gehen Andreas und Christian von Bord, will Andreas doch die Aborigines im Dschungel ausfindig machen. Lisa, die das Versteckspiel leid ist, setzt sich ebenfalls in den Jeep, der verunfallt. Lisa wird verletzt und bekommt hohes Fieber. Andreas und Christian gelingt es, sie in das nächste Aborigines-Dorf zu bringen, von wo die drei per Hubschrauber abgeholt werden. Andreas erfährt kurze Zeit später, dass nicht Lisa, sondern Christian damals am Steuer des Wagens gesessen hat. Da Andreas ihm nicht verzeihen kann, versucht Christian, sich das Leben zu nehmen. Lisa ist bei ihm, als er erwacht.
Das Ehepaar Peter und Ulrike Kelling ist mit seinen Kindern Susanne und Moritz an Bord gegangen. Ohne Kenntnis der Kinder haben sich die Eltern auseinandergelebt. Als Peter Ulrike nun verbietet, wieder eine Arbeit aufzunehmen, steht ihr Entschluss, sich scheiden zu lassen, endgültig fest, zumal Peter es ihr mit seiner verschlossenen Art schwer macht. Susanne und Moritz erfahren von den Trennungsabsichten und verstecken sich in Sydney an Bord eines historischen Segelbootes, das prompt ablegt. An Bord ist Joachim Fuchsberger, der zwei Tage lang zu Dreharbeiten unterwegs ist. Er findet die blinden Passagiere und informiert die Eltern. Die finden über die Sorge um die Kinder und Peters Einsicht, dass er seine Gefühle nicht vor seiner Frau verstecken darf, am Ende wieder zusammen.
Ebenfalls an Bord gegangen sind Annemarie Kruse und ihr Mann Hilmar, ein Oberstudienrat. Er macht ihr mit seiner Krittelei und Besserwisserei das Leben schwer. Annemarie spricht sich bei Chefhostess Beatrice aus, sei die Schulzeit doch die einzige Phase, in der sie vor den Belehrungen ihres Mannes sicher sei. Der erhält an Bord die Nachricht, dass sein Antrag auf Frühpensionierung bewilligt wurde, sodass er von nun an immer um Annemarie herum sein könne. Die erleidet prompt einen Zusammenbruch. Beatrice weiß Rat: Annemarie gibt vor, im Zuge des Zusammenbruchs einen Gedächtnisverlust erlitten zu haben. Schiffsarzt Dr. Horst Schröder rät Hilmar, die Beziehung neu aufzubauen. Annemarie kann nun schnell deutlich machen, wenn ihr Verhaltensweisen ihres Mannes nicht zusagen. Am Ende verlieben sich beide wieder wie bei ihrem ersten Treffen.

## Produktion
Das Traumschiff: Sydney war die 27. Folge der Filmreihe Das Traumschiff. Der Film wurde 1995 in Sydney und Umgebung gedreht. Die Kostüme schuf Nuscha de Archer. Der Film lief am 7. Januar 1996 erstmals im ZDF im deutschen Fernsehen. Im Dezember 2011 erschien der Film im Rahmen einer Jubiläumsbox anlässlich 30 Jahre Das Traumschiff auf DVD. Sydney war 2000 in der Traumschiff-Folge Olympia 2000 erneut Schauplatz der Reihe.
Anlässlich des Todes von Joachim Fuchsberger änderte das ZDF am 13. September 2014 sein Programm und sendete die Traumschiff-Folge Sydney.